# 平斯克沼澤
平斯克沼澤（羅馬化：Pinskiya baloty)，又称普里亞皮特沼泽，白俄羅斯語：，羅馬化：Prypiackija baloty）是白俄罗斯和乌克兰边界，普里皮亚季河流域及其支流西起布列斯特经莫吉廖夫东南至基辅的一片天然湿地，也是欧洲最大的天然湿地，面积为269400平方公里。该湿地大部位于波列斯卡亚低地内。

## 外部鏈接
- Science team plunges into Pripyat Marshes - Kyiv Post （页面存档备份，存于）